# Cho-airong (huyện)
Cho-airong (tiếng Thái: เจาะไอร้อง) là một huyện (amphoe) của tỉnh Narathiwat, miền nam Thái Lan.

## Lịch sử
Cho-aiong đã được lập thành một tiểu huyện (King Amphoe) ngày 31 tháng 5 năm 1993, thông qua việc chia tách 3 tambon từ huyện Ra-ngae. 
 Ngày 5 tháng 12 năm 1996, đơn vị này đã được nâng cấp thành huyện.

## Địa lý
Các huyện giáp ranh (từ phía bắc theo chiều kim đồng hồ) là Mueang Narathiwat, Tak Bai, Su-ngai Padi và Ra-ngae.

## Hành chính
Huyện này được chia thành 3 phó huyện (tambon), các đơn vị này lại được chia ra thành 33 làng (muban). Không có khu vực thành thị, có 3 Tổ chức hành chính tambon.
| STT | Tên        | Tên tiếng Thái | Số làng | Dân số |  |
| --- | ---------- | -------------- | ------- | ------ |  |
| 1.  | Chuap      | จวบ            | 8       | 10.697 |  |
| 2.  | Bukit      | บูกิต            | 14      | 16.665 |  |
| 3.  | Maruebo Ok | มะรือโบออก      | 11      | 8.627  |  |